# Список ветряных электростанций России

В списке перечисляются действующие ветряные электростанции России. Также отдельно приводится информация о строящихся ВЭС и выведенных из эксплуатации и закрытых ВЭС.
Установленная мощность и структура собственности электростанций приводится в соответствии с официальными годовыми отчётами генерирующих компаний. Полные перечни действующих ВЭС по регионам России, как правило, приводятся в Схемах и программах развития электроэнергетики соответствующего региона, разрабатываемых в соответствии с Постановлением Правительства РФ от 17.10.2009 № 823 «О схемах и программах перспективного развития электроэнергетики».
По состоянию на 1 января 2022 года в ЕЭС России эксплуатировалось ветроэлектростанции общей мощностью 2047 МВт (0.83 % всей установленной мощности энергосистемы), которые в 2021 году произвели 3622 млн кВт·ч электроэнергии (0,32 %).

## Действующие ВЭС

### ВЭС России
| №  | Название ВЭС          | Установленная мощность, МВт | Годы ввода агрегатов | Регион                  | Собственник                                 | В реестре | Источник      |
| -- | --------------------- | --------------------------- | -------------------- | ----------------------- | ------------------------------------------- | --------- | ------------- |
| 1  | Кочубеевская ВЭС      | 210                         | 2021                 | Ставропольский край     | НоваВинд, Росатом                           |           | [ 2 ] [ 3 ]   |
| 2  | Кольская ВЭС          | 202                         | 2023                 | Мурманская область      | ЭЛ5-Энерго                                  |           | [ 4 ]         |
| 3  | Кузьминская ВЭС       | 160                         | 2023                 | Ставропольский край     | НоваВинд, Росатом                           |           | [ 5 ]         |
| 4  | Адыгейская ВЭС        | 150                         | 2019                 | Адыгея                  | НоваВинд, Росатом                           |           | ✓             |
| 5  | Бондаревская ВЭС      | 120                         | 2021                 | Ставропольский край     | НоваВинд, Росатом                           |           | [ 7 ]         |
| 6  | Марченковская ВЭС     | 120                         | 2021                 | Ростовская область      | НоваВинд, Росатом                           |           | [ 8 ]         |
| 7  | Сулинская ВЭС         | 100                         | 2020                 | Ростовская область      |                                             |           | [ 9 ] [ 10 ]  |
| 8  | Казачья ВЭС           | 100                         | 2020—2021            | Ростовская область      |                                             |           | [ 11 ] [ 12 ] |
| 9  | Целинская ВЭС         | 100                         | 2020                 | Республика Калмыкия     |                                             |           | [ 13 ]        |
| 10 | Каменская ВЭС         | 100                         | 2020                 | Ростовская область      |                                             |           | [ 14 ]        |
| 11 | Гуковская ВЭС         | 100                         | 2020                 | Ростовская область      | Фортум, Роснано                             |           | [ 15 ]        |
| 12 | Салынская ВЭС         | 100                         | 2020                 | Республика Калмыкия     |                                             |           | [ 13 ]        |
| 13 | Азовская ВЭС          | 90                          | 2021                 | Ростовская область      | ЭЛ5-Энерго                                  |           | [ 16 ]        |
| 14 | Котовская ВЭС         | 88                          | 2021                 | Волгоградская область   | Фортум, Роснано                             |           | [ 17 ]        |
| 15 | Холмская ВЭС          | 87,80                       | 2021                 | Астраханская область    | Фортум, Роснано                             |           | [ 18 ] [ 19 ] |
| 16 | Излучная ВЭС          | 87.80                       | 2021                 | Астраханская область    | Фортум, Роснано                             |           | [ 20 ] [ 21 ] |
| 17 | Манланская ВЭС        | 75.60                       | 2021                 | Астраханская область    | Фортум, Роснано                             |           | [ 22 ] [ 23 ] |
| 18 | Берестовская ВЭС      | 60                          | 2023                 | Ставропольский край     | НоваВинд, Росатом                           |           | [ 24 ]        |
| 19 | Кармалиновская ВЭС    | 60                          | 2021                 | Ставропольский край     | НоваВинд, Росатом                           |           | [ 25 ]        |
| 20 | Медвеженская ВЭС      | 60                          | 2021                 | Ставропольский край     | НоваВинд, Росатом                           |           | [ 26 ]        |
| 21 | Ульяновская ВЭС-2     | 50,4                        | 2018                 | Ульяновская область     | ООО «Первый Ветропарк ФРВ»                  | ✓         | ✓             |
| 22 | Старицкая ВЭС         | 50                          | 2021                 | Астраханская область    | Фортум, Роснано                             |           | [ 29 ] [ 30 ] |
| 23 | Черноярская ВЭС       | 37,80                       | 2021                 | Астраханская область    | Фортум, Роснано                             |           | [ 31 ] [ 32 ] |
| 24 | Ульяновская ВЭС-1     | 35                          | 2018                 | Ульяновская область     | Фортум, Роснано                             | ✓         | ✓             |
| 25 | Останинская ВЭС       | 25                          | 2011                 | Крым                    | ООО «Ветряной парк Керченский»              |           | ✓             |
| 26 | Сакская ВЭС           | 20,83                       | 1998                 | Крым                    | ГУП РК «КГС»                                |           | ✓             |
| 27 | Тарханкутская ВЭС     | 17,25                       | 2001                 | Крым                    | ГУП РК «КГС»                                |           | ✓             |
| 28 | Пресноводненская ВЭС  | 7,39                        | 2002                 | Крым                    | ГУП РК «КГС»                                | ✓         | ✓             |
| 29 | Донузлавская ВЭС      | 6,77                        | 1993                 | Крым                    | ГУП РК «КГС»                                |           | ✓             |
| 30 | Судакская ВЭС         | 6,3                         | 2002                 | Крым                    | ГУП РК «КГС»                                |           | ✓             |
| 31 | Ушаковская ВЭС        | 5,1                         | 2018                 | Калининградская область | ОАО «Калининградская генерирующая компания» |           | ✓             |
| 32 | Восточно-Крымская ВЭС | 2,81                        | 2009                 | Крым                    | ГУП РК «КГС»                                |           | ✓             |
| 33 | ВЭС с. Тамар-Уткуль   | 2,725                       | 2013                 | Оренбургская область    | ООО «ЭкоСельЭнерго»                         | ✓         | ✓             |
| 34 | ВЭС Тюпкильды         | 1,65                        | 2001                 | Республика Башкортостан | Башкирская генерирующая компания            | ✓         |               |
| 35 | Элистинская ВЭС       | 1,2                         |                      | Республика Калмыкия     |                                             |           | ✓             |
| 36 | ВЭС г. Орск           | 0,4                         | 2015                 | Оренбургская область    | ООО «Автотранс-М»                           |           | ✓             |
| 37 | ВЭС ООО «АльтЭнерго»  | 0,1                         | 2010                 | Белгородская область    | ООО «АльтЭнерго»                            | ✓         | ✓             |

### Изолированные энергосистемы
| № | Название                   | Установленная мощность, МВт | Регион                     | Собственник                                            | Источник |
| - | -------------------------- | --------------------------- | -------------------------- | ------------------------------------------------------ | -------- |
| 1 | ВЭС п. Октябрьский         | 3,3                         | Камчатский край            | АО «Камчатские электрические сети им. И. А. Пискунова» | ✓        |
| 2 | Анадырская (Чукотская) ВЭС | 2,5                         | Чукотский автономный округ | ГП ЧАО «Чукоткоммунхоз»                                | ✓        |
| 3 | ВЭС п. Усть-Камчатск       | 1,175                       | Камчатский край            | ПАО «Передвижная энергетика»                           | ✓        |
| 4 | ВДК п. Тикси               | 0,9                         | Якутия                     | ПАО «РусГидро»                                         | ✓        |
| 5 | ВДК с. Никольское          | 0,55                        | Камчатский край            | ПАО «Передвижная энергетика»                           | ✓        |
| 6 | ВЭС с. Новиково            | 0,45                        | Сахалинская область        | ПАО «Передвижная энергетика»                           | ✓        |
| 7 | ВЭУ в г. Лабытнанги        | 0,25                        | Ямало-Ненецкий АО          | ПАО «Передвижная энергетика»                           | ✓        |

## Проектируемые и строящиеся ВЭС

### По результатам конкурсных отборов ВИЭ
| №  | Название                             | Установленная мощность, МВт | Регион                | Ожидаемый год ввода | Собственник       | Источник |
| -- | ------------------------------------ | --------------------------- | --------------------- | ------------------- | ----------------- | -------- |
| 1  | Пилотная ВЭС                         | 460                         | Краснодарский край    | 2019—2020           | НоваВинд, Росатом | ✓        |
| 2  | Новолакская ВЭС                      | 315                         | Республика Дагестан   | 2025—2026           | НоваВинд, Росатом | ✓        |
| 3  | Ветропарки 1 — 8                     | 300                         | Ростовская область    | 2018—2020           | Фортум, Роснано   | ✓        |
| 4  | Ветропарки 13 — 18                   | 236                         | Ульяновская область   | 2020—2021           | Фортум, Роснано   | ✓        |
| 5  | Пилотная и Береговая ВЭС             | 220                         | Краснодарский край    | 2020—2022           | НоваВинд, Росатом | ✓        |
| 6  | Ветропарки 9, 10, 21, 22             | 150                         | Краснодарский край    | 2020—2021           | Фортум, Роснано   | ✓        |
| 7  | Ветропарки 25 — 28                   | 150                         | Мурманская область    | 2022                | Фортум, Роснано   | ✓        |
| 8  | Ветропарки 23, 24                    | 100                         | Татарстан             | 2022                | Фортум, Роснано   | ✓        |
| 9  | ВЭС                                  | 100                         | Адыгея                | 2020—2022           | Фортум, Роснано   | ✓        |
| 10 | Ветропарки 19, 20                    | 64                          | Ставропольский край   | 2020                | Фортум, Роснано   | ✓        |
| 11 | Новоалексеевская ВЭС (8-й Ветропарк) | 17                          | Волгоградская область | IV квартал 2022     | Фортум, Роснано   | [ 48 ]   |
| 12 | Махачкалинская ВЭС                   | 12,5 (12,6)                 | Республика Дагестан   | 2023—2025           | ЭкоЭнерджи Групп  | ✓        |

## Выведенные из эксплуатации ВЭС
| № | Название                      | Установленная мощность, МВт | Регион                  | Годы ввода и вывода из эксплуатации | Собственник                                                                | Источник |
| - | ----------------------------- | --------------------------- | ----------------------- | ----------------------------------- | -------------------------------------------------------------------------- | -------- |
| 1 | Зеленоградская ВЭС            | 5,1                         | Калининградская область | 1998—2018                           | АО «Калининградская генерирующая компания»                                 | ✓        |
| 2 | Заполярная (Воркутинская) ВЭС | 1,5                         | Республика Коми         | 1993 — ?                            | ПАО «Т Плюс»                                                               | ✓        |
| 3 | Калмыцкая ВЭС                 | 1                           | Республика Калмыкия     | ?                                   | РусГидро — 83,4 % ОАО «МРСК Юга» — 16,6 %                                  | ✓        |
| 4 | Маркинская ВЭС                | 0,3                         | Ростовская область      | 1996 — ?                            | Ростовэнерго                                                               | ✓        |
| 5 | Балаклавская ВЭУ              | 0,1                         | Крым                    | 1931—1941                           | ?                                                                          | ✓        |
| 6 | Ветроэлектростанция Уфимцева  | 0,0035                      | Курская область         | 1931—1936                           | ОБОУ ДОД «Областной центр детского технического творчества» (пользователь) | ✓        |